# Bukit Berlian
Bukit Berlian is een bestuurslaag in het regentschap Bengkulu Utara van de provincie Bengkulu, Indonesië. Bukit Berlian telt 874 inwoners (volkstelling 2010).